# Djupegölen
Djupegölen är en sjö i Vetlanda kommun i Småland och ingår i Emåns huvudavrinningsområde. Sjön är 7,8 meter djup, har en yta på 0,023 kvadratkilometer och är belägen 250 meter över havet.